# Hormiactis fimicola
Hormiactis fimicola är en svampart som beskrevs av Sacc. & Marchal 1885. Hormiactis fimicola ingår i släktet Hormiactis, divisionen sporsäcksvampar och riket svampar.   Inga underarter finns listade i Catalogue of Life.